# Dmitri Glinka
Dmitri Borísovich Glinka (en ruso: Дми́трий Бори́сович Гли́нка, en ucraniano: Глі́нка Дмитро́ Бори́сович; Aleksándrov Dar, Imperio ruso, 27 de noviembrejul./ 10 de diciembre de 1917greg. – Moscú, Unión Soviética, 1 de marzo de 1979) fue un as de la aviación soviético que combatió en las filas de la Fuerza Aérea Soviética durante la Segunda Guerra Mundial, recibió dos veces el título de Héroe de la Unión Soviética por sus logros y obtuvo al menos cincuenta victorias aéreas individuales al final de la guerra. Su hermano mayor, Boris Glinka, también fue un as de la aviación y Héroe de la Unión Soviética.

## Biografía

### Infancia y juventud
Dmitri Glinka nació el 12 de diciembre de 1917 en la localidad rural de Aleksándrov Dar en la gobernación de Jersón del Imperio ruso, ubicada dentro de la actual ciudad de Krivói Rog en el óblast de Dnipropetrovsk en Ucrania, en el seno de una familia ucraniana de clase trabajadora. Después de completar solo seis grados en la escuela local, trabajó como electricista, minero y en una fábrica de ladrillos hasta que completó el entrenamiento en el club de vuelo local de la asociación paramilitar OSOAVIAJIM (Unión de Sociedades de Asistencia para la Defensa, la Aviación y la Construcción Química de la URSS). y se unió al Ejército Rojo en diciembre de 1937. En febrero de 1939 se graduó en la Escuela de Aviación Militar de Kachin y fue asignado a un regimiento de combate con base en Bakú.

### Segunda Guerra Mundial
Poco después del inicio de la invasión alemana de la Unión Soviética en el verano de 1941, entró en acción como piloto de caza en la invasión anglosoviética de Irán, pilotando un Yak-1 del 45.º Regimiento de Aviación de Cazas. A partir de enero de 1942, sirvió en el Frente Oriental después de que el 45.º Regimiento de Cazas fuera asignado al Frente de Crimea, donde permaneció hasta mayo de 1942; el regimiento recibió más tarde la designación honorífica de Guardias y pasó a llamarse 100.° Regimiento de Aviación de Cazas de Guardias en junio de 1943. De mayo a julio de 1942 y de febrero a agosto de 1943, Glinka participó en la batalla del Cáucaso integrado en el Frente del Cáucaso Norte. También vio acción en los frentes transcaucásico y ucraniano, viendo más operaciones de combate aéreo tanto defensivas como ofensivas durante las batallas de Kubán, Ofensiva del Dombás, ofensiva Leópolis-Sandomierz, ofensiva del Vístula-Óder, ofensiva de la Baja Silesia, Berlín y Praga.
En 1943, los hermanos Glinka (Dmitri y Boris) participaron en sendas batallas aéreas en el Kubán como parte del 45.º Regimiento de Aviación de Cazas (luego 100.º de Guardias) del 4.º Ejército Aéreo.

[...] Cada uno de ellos desarrolló su propio estilo, un carácter peculiar de comportamiento en la batalla. Entre los hermanos Glinka, se manifestó en el dominio exclusivo del arte del combate en maniobras verticales, mientras que cada uno tenía su propio estilo único. Dmitry sabía cómo usar la situación táctica de manera extremadamente efectiva en cualquier batalla con el enemigo, organizaba bien la interacción dentro del grupo que dirigía. Boris fue un maestro virtuoso de las acrobacias aéreas.

El 9 de mayo de 1942, exactamente un mes después de obtener su primera victoria aérea al derribar un Ju 88, el Yak-1 de Glinka fue derribado sobre Crimea después de un reñido combate aéreo (dogfight). Se salvó gracias a su paracaídas pero sufrió una conmoción cerebral severa en el proceso y fue ingresado en un hospital durante varios meses. Fue herido nuevamente el 16 de septiembre de 1943 en una misión para bombardear un aeródromo enemigo después de que un fragmento de un explosivo le atravesara la pierna. Mientras era pasajero en un vuelo el 18 de julio de 1944, sufrió otra herida en la cabeza y se vio obligado a permanecer en el hospital durante dos meses. Sin embargo, ninguna de las heridas le impidió volar.
El 21 de abril de 1943 recibió su primera estrella de oro de Héroe de la unión Soviética, después de haber sido nominado el primer día del mes por derribar 15 aviones enemigos y realizar 146 salidas de combate. Pronto recibió una segunda estrella el 24 de agosto de 1943 por elevar su cuenta a 29 victorias aéreas. Al final de la guerra, había realizado un total de 282 salidas y derribado 50 aviones enemigos. Su última victoria aérea fue un Bf 109 que derribó sobre Meissen (Alemania) a los mandos de un caza de fabricación estadounidense Bell P-39 Airacobra. A lo largo de la guerra voló misiones en los cazas Yak-1, Curtiss P-40 Warhawk y Bell P-39 Airacobra; obtuvo sus primeras victorias en el Yak-1 y la mayoría en el Airacobra, pero no logró ningún derribo en el P-40.
Participó en el Desfile de la Victoria de Moscú el 24 de junio de 1945.

### Posguerra
Después de la guerra, se graduó de la Academia de la Fuerza Aérea en Mónino y ocupó una amplia variedad de puestos de liderazgo en la Fuerza Aérea Soviética, tanto en la URSS como en bases internacionales. Fue diputado de la II Convocatoria del Sóviet Supremo de la Unión Soviética de 1946 a 1950; de 1951 a 1958 estuvo estacionado en China antes de ser enviado a Polonia. En 1960 se retiró del ejército e hizo carrera en la aviación civil, tanto como piloto como instructor de vuelo. Murió en Moscú el 1 de marzo de 1979 y fue enterrado en el cementerio de Kúntsevo.
En 1987, la Unión Soviética puso en circulación una tarjeta postal con su imagen (derecha), además se colocó un busto en su honor en la ciudad ucraniana de Krivói Rog en la calle nombrada en su honor. El nombre de Dmitri Glinka aparece en una placa entre los de otros Héroes de la Unión Soviética en la Estela de los Héroes en Krivói Rog.

## Condecoraciones

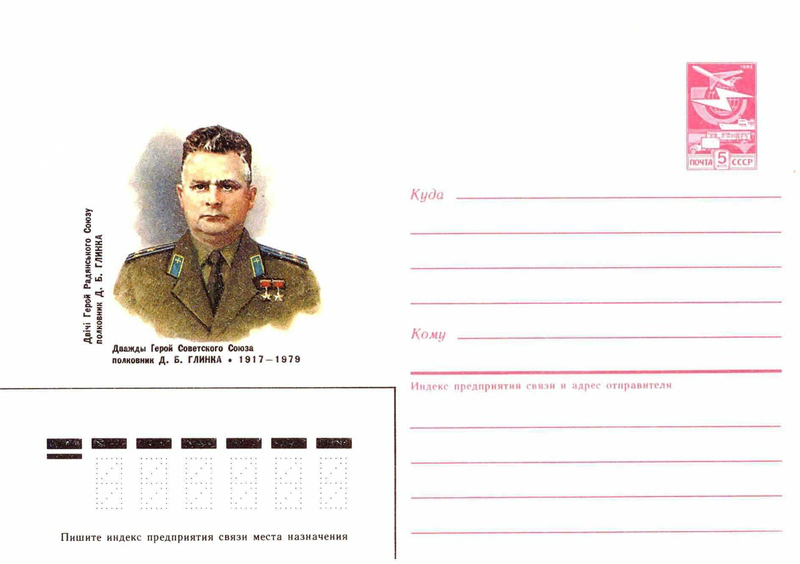
Tarjeta postal de 1987 de la URSS con el retrato de Glinka

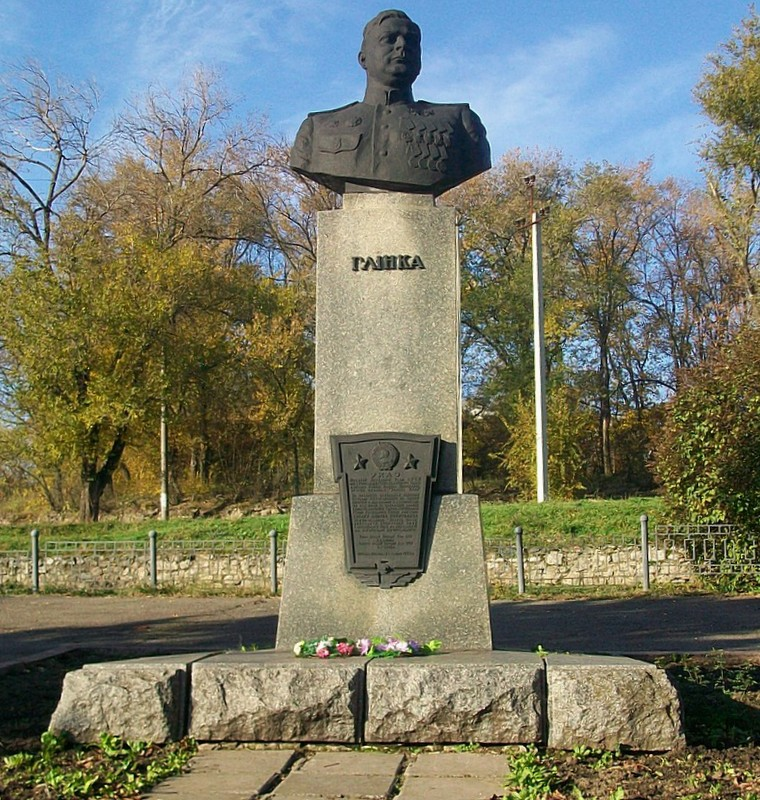
Busto del coronel Dmitri Glinka en Krivói Rog (Ucrania)

A lo largo de su extensa carrera militar recibió las siguientes condecoraciones
|  | Héroe de la Unión Soviética, dos veces (21 de abril de 1943, 24 de agosto de 1943)                                                                      |
|  | Orden de Lenin (21 de abril de 1943) |
|  | Orden de la Bandera Roja, cinco veces (9 de septiembre de 1942, 3 de octubre de 1942, 22 de abril de 1943, 3 de noviembre de 1944 y 4 de junio de 1955) |
|  | Orden de la Estrella Roja, dos veces (22 de febrero de 1955, 20 de diciembre de 1956)                                                                   |
|  | Orden de la Guerra Patria de 1.er grado (24 de diciembre de 1943)                                                                                       |
|  | Orden de Alejandro Nevski (13 de mayo de 1945) |
|  | Medalla por el Servicio de Combate |
|  | Medalla Conmemorativa por el Centenario del Natalicio de Lenin «Al valor militar»                                                                       |
|  | Medalla por la Victoria sobre Alemania en la Gran Guerra Patria 1941-1945 (1945)                                                                        |
|  | Medalla por la Defensa del Cáucaso |
|  | Medalla por la Conquista de Berlín |
|  | Medalla por la Liberación de Praga |
|  | Medalla Conmemorativa del 20.º Aniversario de la Victoria en la Gran Guerra Patria de 1941-1945                                                         |
|  | Medalla Conmemorativa del 30.º Aniversario de la Victoria en la Gran Guerra Patria de 1941-1945                                                         |
|  | Medalla de veterano de las Fuerzas Armadas de la URSS                                                                                                   |
|  | Medalla al Trabajador Veterano |
|  | Medalla del 30.º Aniversario de las Fuerzas Armadas de la URSS                                                                                          |
|  | Medalla del 40.º Aniversario de las Fuerzas Armadas de la URSS                                                                                          |
|  | Medalla del 50.º Aniversario de las Fuerzas Armadas de la URSS                                                                                          |
|  | Medalla del 60.º Aniversario de las Fuerzas Armadas de la URSS                                                                                          |
|  | Medalla Conmemorativa del 800.º Aniversario de Moscú |
|  | Medalla por Servicio Impecable de 1.er grado |
|  | Medalla de la Amistad Chino-Soviética |